# Gastone Pescucci
Gastone Pescucci (Brancaleone, 10 luglio 1926 – Roma, 28 ottobre 1998) è stato un attore e doppiatore italiano.

## Biografia
A partire dagli anni sessanta ha partecipato a numerosi film del cinema italiano, spesso come caratterista.
Prevalente è stata la sua attività di doppiatore per diversi cartoni animati, come Tom & Jerry (voce di Clint Clobber), I Puffi (voce di Gargamella) e UFO Robot Goldrake (voce di Boss).
Verso la fine degli anni settanta Pescucci ha collaborato assiduamente anche con la privata Radio Hanna, per la quale ha realizzato molti programmi attingendo dal suo vasto repertorio.
Muore a Roma il 28 ottobre 1998, all'età di 72 anni; riposa nel cimitero del Verano a Roma.

## Filmografia

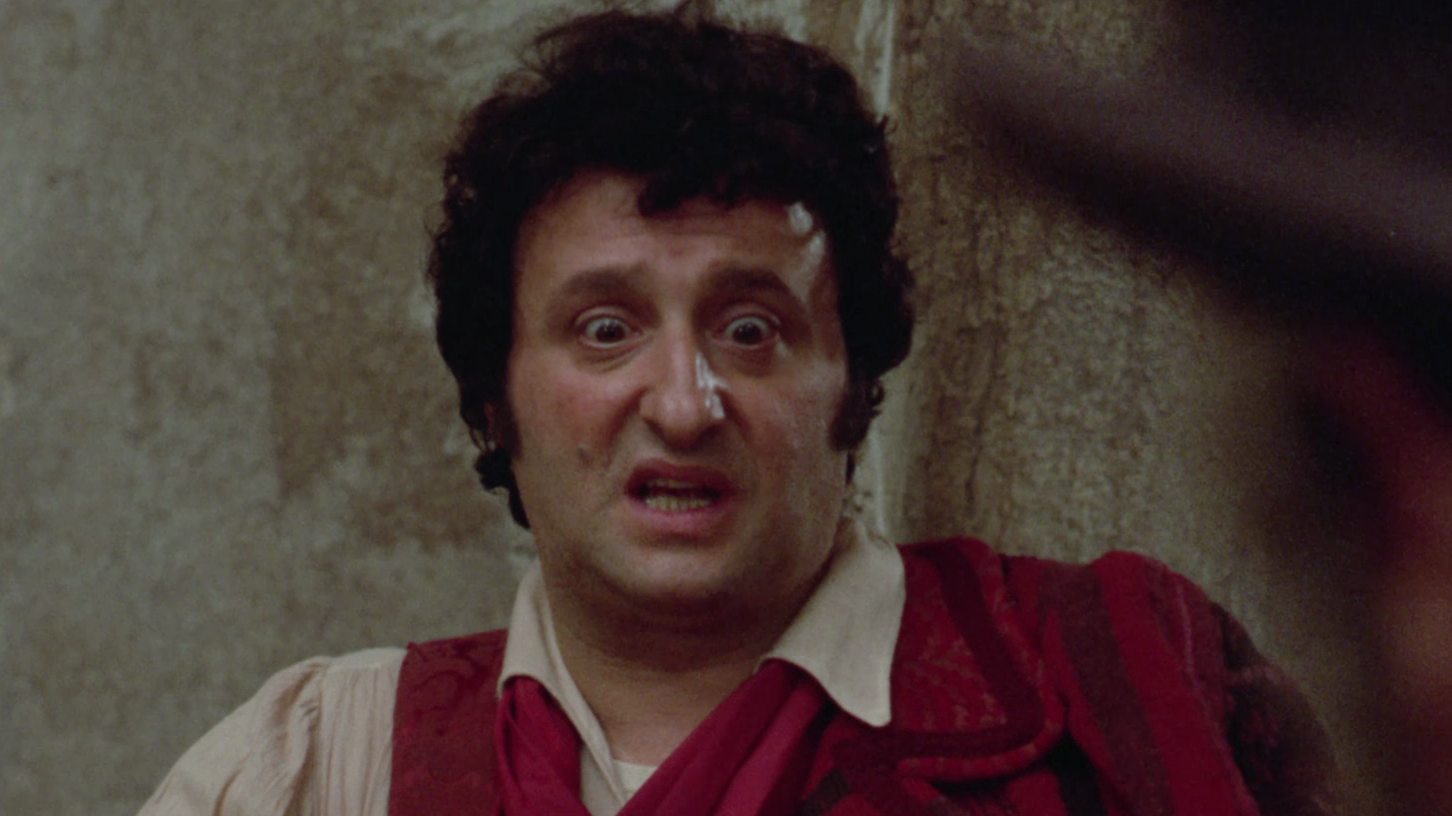
Gastone Pescucci in Rugantino (1973)

- Il conte di Montecristo, regia di Edmo Fenoglio – miniserie TV (1966)
- I due crociati, regia di Giuseppe Orlandini (1968)
- Il medico della mutua, regia di Luigi Zampa (1968)
- A doppia faccia, regia di Riccardo Freda (1969)
- Due volte Giuda, regia di Nando Cicero (1969)
- Toh, è morta la nonna!, regia di Mario Monicelli (1969)
- Contestazione generale, regia di Luigi Zampa (1970)
- Il vichingo venuto dal sud, regia di Steno (1971)
- Per grazia ricevuta, regia di Nino Manfredi (1971)
- Per amore o per forza, regia di Massimo Franciosa (1971)
- Il terrore con gli occhi storti, regia di Steno (1972)
- Il grande duello, regia di Giancarlo Santi (1972)
- Il sindacalista, regia di Luciano Salce (1972)
- Milano calibro 9, regia di Fernando Di Leo (1972)
- Novelle galeotte d'amore, regia di Antonio Margheriti (1972)
- Finalmente... le mille e una notte, regia di Antonio Margheriti (1972)
- Boccaccio, regia di Bruno Corbucci (1972)
- Rugantino, regia di Pasquale Festa Campanile (1973)
- Sesso in testa, regia di Sergio Ammirata (1974)
- Piedino il questurino, regia di Franco Lo Cascio (1974)
- A forza di sberle, regia di Bruno Corbucci (1975)
- Peccati in famiglia, regia di Bruno Gaburro (1975)
- Il vizio di famiglia, regia di Mariano Laurenti (1975)
- La supplente, regia di Guido Leoni (1975)
- La poliziotta fa carriera, regia di Michele Massimo Tarantini (1975)
- La moglie vergine, regia di Marino Girolami (1975)
- Voto di castità, regia di Joe D'Amato (1976)
- Le seminariste, regia di Guido Leoni (1976)
- La professoressa di scienze naturali, regia di Michele Massimo Tarantini (1976)
- La dottoressa sotto il lenzuolo, regia di Gianni Martucci (1976)
- Taxi Girl, regia di Michele Massimo Tarantini (1977)
- Il marito in collegio, regia di Maurizio Lucidi (1977)
- Le calde notti di Caligola, regia di Roberto Bianchi Montero (1977)
- Pierino il fichissimo, regia di Alessandro Metz (1981)
- Sesso e volentieri, regia di Dino Risi (1982)
- Giovanni Senzapensieri, regia di Marco Colli (1986)
- S.P.Q.R. - 2000 e ½ anni fa, regia di Carlo Vanzina (1994)
- Gratta e vinci, regia di Ferruccio Castronuovo (1996)
- Ladri si nasce, regia di Pier Francesco Pingitore – film TV (1997)
- Io, tu e tua sorella, regia di Salvatore Porzo (1997)

## Prosa radiofonica Rai
- Il principe galeotto di Giovanni Boccaccio, regia di Vittorio Sermonti, trasmessa il 3 luglio 1975.

## Prosa televisiva Rai
- Leocadia di Jean Anouilh, regia di Mario Ferrero, trasmessa il 24 ottobre 1967.
- La villana di Lamporecchio di Luigi Del Buono, regia di Eros Macchi, trasmessa il 24 luglio 1973.
- Romani de Roma di Ettore Petrolini, regia di Piero Panza, trasmessa il 28 agosto 1973.
- La donna del mare di Henrik Ibsen, regia di Sandro Sequi, trasmessa il 21 dicembre 1973.
- L'avventura di un povero cristiano di Ignazio Silone, regia di Ottavio Spadaro, trasmessa il 28 giugno 1974.
- Dalla vita di un autore di Jean Anouilh, regia di Giuliana Berlinguer, trasmessa il 22 agosto 1975.
- Faust di Goethe, regia di Leandro Castellani, trasmessa il 29 marzo 1977.
- Copione, copione, regia di Stefano Roncoroni, trasmessa il 16 luglio 1983.

## Programmi televisivi
- Ariaperta (1970)
- Quantunque io (1977)
- Ma che sera (1978)
- A tutto gag (1980)

## Doppiaggio

### Cartoni animati
- Takoro in Muteking
- Sig. Parker in Lucy May
- Gargamella ne I Puffi (st. 1, 3, prima voce st. 2)
- Rocco il picchio in Pinocchio
- Sig. Taruel in Peline Story
- Sorriso in Gli gnomi delle montagne
- Lasse in Nils Holgersson[2]
- Demetan in La banda dei ranocchi
- Dombe in L'invincibile Shogun
- Boss in Atlas UFO Robot
- Ivan e Galem in Vultus 5
- Dalph in Gordian
- Tora in Ginguiser
- Daikichi in Godam
- Personaggi Vari in Johnny Bravo
- Tig Fromm in Droids Adventures
- Mario in Marco

### Cinema
- Billy Barty in Biancaneve, Il potere magico
- Cheech Marin in Barbagialla, il terrore dei sette mari e mezzo
- Kenny Baker in  La Bella Addormentata
- Pius Savage in  Zanna Bianca - Un piccolo grande lupo
- Coati Mundi in Who's That Girl

### Telefilm
- Al Molinaro in La strana coppia
- Jack Dodson in All's Fair